# 나나타니촌
나나타니촌(七谷村)은 니가타현 나카칸바라군에 있던 촌이다.

## 역사
- 1889년 4월 1일 - 정촌제 시행에 수반해 나카칸바라군 나나타니촌이 성립하였다.
- 1954년 11월 3일 - 가모시에 편입되어 소멸하였다.

## 참고문헌
- 『市町村名変遷辞典』東京堂出版、1990年。